# Danh sách cầu thủ tham dự Cúp bóng đá các quốc gia châu Âu 1964
Đây là các đội hình tham dự Cúp bóng đá châu Âu 1964 ở Tây Ban Nha, diễn ra từ 17 đến 21 tháng 6 năm 1964. Tuổi của cầu thủ được tính đến ngày khai mạc giải đấu (17 tháng 6 năm 1964).

## Đan Mạch
Huấn luyện viên: Poul Petersen
| Số | Vt | Cầu thủ                 | Ngày sinh (tuổi)            | Số trận | Câu lạc bộ  |
| -- | -- | ----------------------- | --------------------------- | ------- | ----------- |
|    | TM | Leif Nielsen            | 28 tháng 5, 1942 (22 tuổi)  | 0       | Frem        |
|    | TM | Svend Aage Rask         | 14 tháng 7, 1935 (28 tuổi)  | 0       | B 1909      |
|    | HV | John Amdisen            | 8 tháng 7, 1934 (29 tuổi)   | 9       | Aarhus GF   |
|    | HV | Bent Hansen             | 13 tháng 9, 1933 (30 tuổi)  | 44      | B 1903      |
|    | HV | Jens Jørgen Hansen      | 4 tháng 1, 1939 (25 tuổi)   | 13      | Esbjerg fB  |
|    | HV | Kaj Hansen              | 16 tháng 8, 1940 (23 tuổi)  | 1       | Frem        |
|    | HV | Birger Larsen           | 27 tháng 3, 1942 (22 tuổi)  | 2       | Frem        |
|    | HV | Bent Wolmar             | 8 tháng 8, 1937 (26 tuổi)   | 0       | Aarhus GF   |
|    | TV | Carl Bertelsen          | 15 tháng 11, 1937 (26 tuổi) | 18      | Esbjerg fB  |
|    | TV | Helge Jørgensen         | 17 tháng 9, 1937 (26 tuổi)  | 6       | Odense KFUM |
|    | TV | Erling Nielsen          | 2 tháng 1, 1935 (29 tuổi)   | 1       | B 1909      |
|    | TV | Ole Sørensen            | 25 tháng 11, 1937 (26 tuổi) | 14      | KB          |
|    | TĐ | John Danielsen          | 13 tháng 7, 1939 (24 tuổi)  | 24      | B 1909      |
|    | TĐ | Ole Madsen (đội trưởng) | 21 tháng 12, 1934 (29 tuổi) | 31      | HIK         |
|    | TĐ | Jørgen Rasmussen        | 19 tháng 2, 1937 (27 tuổi)  | 0       | B 1913      |
|    | TĐ | Tom Søndergaard         | 2 tháng 1, 1944 (20 tuổi)   | 0       | B 93        |
|    | TĐ | Kjeld Thorst            | 13 tháng 5, 1940 (24 tuổi)  | 7       | AaB         |

## Hungary
Huấn luyện viên: Lajos Baróti
| Số | Vt | Cầu thủ                  | Ngày sinh (tuổi)            | Số trận | Câu lạc bộ         |
| -- | -- | ------------------------ | --------------------------- | ------- | ------------------ |
|    | TM | József Gelei             | 29 tháng 6, 1938 (25 tuổi)  | 0       | Tatabányai Bányász |
|    | TM | Antal Szentmihályi       | 13 tháng 6, 1939 (25 tuổi)  | 16      | Vasas SC           |
|    | HV | Kálmán Ihász             | 6 tháng 3, 1941 (23 tuổi)   | 4       | Vasas SC           |
|    | HV | Sándor Mátrai            | 20 tháng 11, 1932 (31 tuổi) | 60      | Ferencvárosi TC    |
|    | HV | Kálmán Mészöly           | 16 tháng 7, 1941 (22 tuổi)  | 26      | Vasas SC           |
|    | HV | Dezső Novák              | 3 tháng 2, 1939 (25 tuổi)   | 5       | Ferencvárosi TC    |
|    | HV | László Sárosi            | 27 tháng 2, 1932 (32 tuổi)  | 41      | Vasas SC           |
|    | TV | Imre Komora              | 5 tháng 6, 1940 (24 tuổi)   | 0       | Budapesti Honvéd   |
|    | TV | István Nagy              | 14 tháng 4, 1939 (25 tuổi)  | 12      | MTK FC             |
|    | TV | Gyula Rákosi             | 9 tháng 10, 1938 (25 tuổi)  | 19      | Ferencvárosi TC    |
|    | TV | Ferenc Sipos             | 13 tháng 12, 1932 (31 tuổi) | 60      | MTK FC             |
|    | TV | Ernő Solymosi            | 21 tháng 6, 1940 (23 tuổi)  | 31      | Újpesti Dozsa      |
|    | TĐ | Flórián Albert           | 15 tháng 9, 1941 (22 tuổi)  | 40      | Ferencvárosi TC    |
|    | TĐ | Ferenc Bene (đội trưởng) | 17 tháng 12, 1944 (19 tuổi) | 6       | Újpesti Dózsa      |
|    | TĐ | János Farkas             | 27 tháng 3, 1942 (22 tuổi)  | 5       | Vasas SC           |
|    | TĐ | Máté Fenyvesi            | 20 tháng 9, 1933 (30 tuổi)  | 63      | Ferencvárosi TC    |
|    | TĐ | Lajos Tichy              | 21 tháng 3, 1935 (29 tuổi)  | 70      | Budapesti Honvéd   |
|    | TĐ | Zoltán Varga             | 1 tháng 1, 1945 (19 tuổi)   | 0       | Ferencvárosi TC    |

## Liên Xô
Huấn luyện viên: Konstantin Beskov
| Số | Vt | Cầu thủ                      | Ngày sinh (tuổi)            | Số trận | Câu lạc bộ      |
| -- | -- | ---------------------------- | --------------------------- | ------- | --------------- |
|    | TM | Ramaz Urushadze              | 17 tháng 8, 1939 (24 tuổi)  | 1       | Torpedo Kutaisi |
|    | TM | Lev Yashin                   | 22 tháng 10, 1929 (34 tuổi) | 50      | Dynamo Moscow   |
|    | HV | Viktor Anichkin              | 8 tháng 12, 1941 (22 tuổi)  | 1       | Dynamo Moscow   |
|    | HV | Eduard Dubinski              | 6 tháng 4, 1935 (29 tuổi)   | 12      | CSKA Moscow     |
|    | HV | Vladimir Glotov              | 23 tháng 1, 1937 (27 tuổi)  | 1       | Dynamo Moscow   |
|    | HV | Eduard Mudrik                | 18 tháng 7, 1939 (24 tuổi)  | 2       | Dynamo Moscow   |
|    | HV | Albert Shesternyov           | 20 tháng 6, 1941 (22 tuổi)  | 5       | CSKA Moscow     |
|    | HV | Viktor Shustikov             | 28 tháng 1, 1939 (25 tuổi)  | 2       | Torpedo Moscow  |
|    | TV | Alexey Korneyev              | 6 tháng 2, 1939 (25 tuổi)   | 0       | Spartak Moskva  |
|    | TV | Yuri Shikunov                | 8 tháng 12, 1939 (24 tuổi)  | 0       | SKA Rostov      |
|    | TV | Valery Voronin               | 17 tháng 7, 1939 (24 tuổi)  | 22      | Torpedo Moscow  |
|    | TĐ | Igor Chislenko               | 4 tháng 1, 1939 (25 tuổi)   | 13      | Dynamo Moscow   |
|    | TĐ | Gennadi Gusarov              | 11 tháng 3, 1937 (27 tuổi)  | 7       | Dynamo Moscow   |
|    | TĐ | Valentin Ivanov (đội trưởng) | 19 tháng 11, 1934 (29 tuổi) | 48      | Torpedo Moscow  |
|    | TĐ | Galimzyan Khusainov          | 27 tháng 6, 1937 (26 tuổi)  | 8       | Spartak Moskva  |
|    | TĐ | Oleg Kopayev                 | 28 tháng 11, 1937 (26 tuổi) | 0       | SKA Rostov      |
|    | TĐ | Eduard Malofeyev             | 2 tháng 6, 1942 (22 tuổi)   | 2       | Dinamo Minsk    |
|    | TĐ | Viktor Ponedelnik            | 22 tháng 5, 1937 (27 tuổi)  | 21      | SKA Rostov      |

## Tây Ban Nha
Huấn luyện viên: José Villalonga
| Số | Vt | Cầu thủ                      | Ngày sinh (tuổi)            | Số trận | Câu lạc bộ      |
| -- | -- | ---------------------------- | --------------------------- | ------- | --------------- |
|    | TM | José Ángel Iribar            | 1 tháng 3, 1943 (21 tuổi)   | 2       | Athletic Bilbao |
|    | TM | Salvador Sadurní             | 3 tháng 4, 1941 (23 tuổi)   | 1       | Barcelona       |
|    | HV | Isacio Calleja               | 6 tháng 12, 1936 (27 tuổi)  | 10      | Atlético Madrid |
|    | HV | Gallego                      | 4 tháng 3, 1944 (20 tuổi)   | 0       | Sevilla         |
|    | HV | Ferran Olivella (đội trưởng) | 22 tháng 6, 1936 (27 tuổi)  | 10      | Barcelona       |
|    | HV | Severino Reija               | 25 tháng 11, 1938 (25 tuổi) | 5       | Zaragoza        |
|    | HV | Feliciano Rivilla            | 21 tháng 8, 1936 (27 tuổi)  | 19      | Atlético Madrid |
|    | TV | Luis del Sol                 | 6 tháng 4, 1935 (29 tuổi)   | 13      | Juventus        |
|    | TV | Josep Maria Fusté            | 15 tháng 4, 1941 (23 tuổi)  | 2       | Barcelona       |
|    | TV | Paquito                      | 14 tháng 2, 1938 (26 tuổi)  | 5       | Valencia        |
|    | TV | Jesús María Pereda           | 15 tháng 6, 1938 (26 tuổi)  | 9       | Barcelona       |
|    | TV | Ignacio Zoco                 | 31 tháng 7, 1939 (24 tuổi)  | 10      | Real Madrid     |
|    | TĐ | Amancio Amaro                | 16 tháng 10, 1939 (24 tuổi) | 5       | Real Madrid     |
|    | TĐ | Carlos Lapetra               | 29 tháng 11, 1938 (25 tuổi) | 3       | Zaragoza        |
|    | TĐ | Marcelino Martínez           | 29 tháng 4, 1940 (24 tuổi)  | 3       | Zaragoza        |
|    | TĐ | Luis Suárez                  | 2 tháng 5, 1935 (29 tuổi)   | 25      | Internazionale  |